# Acridocarpus alopecurus
Acridocarpus alopecurus är en tvåhjärtbladig växtart som beskrevs av Thomas Archibald Sprague. Acridocarpus alopecurus ingår i släktet Acridocarpus och familjen Malpighiaceae. Inga underarter finns listade i Catalogue of Life.